# 扶新镇
扶新镇，是中华人民共和国广西壮族自治区玉林市北流市下辖的一个乡镇级行政单位。

## 行政区划
扶新镇下辖以下地区：
扶新村、隆安村、永塘村、安河村、上林村和茂化村。